# Protobothrops xiangchengensis
Protobothrops xiangchengensis är en ormart som beskrevs av Zhao, Jiang och Huang 1979. Protobothrops xiangchengensis ingår i släktet Protobothrops och familjen huggormar. IUCN kategoriserar arten globalt som livskraftig. Inga underarter finns listade i Catalogue of Life.
Arten förekommer i bergstrakter i södra Kina. Den vistas i regioner som ligger 2750 till 3200 meter över havet. Habitatet varierar mellan buskskogar, gräsmarker, trädgrupper och klippiga områden.